# HD 180450
HD 180450，又名BD+30 3491，SAO 68040、HR 7302，是一颗恒星，视星等为5.85，位于銀經62.85，銀緯8.72，其B1900.0坐标为赤經19h 11m 31.7s，赤緯+30° 8.72′ 6″。